# لوريس بطيء سوندا
لوريس بطيء سوندا هو نوع من عائلة لوريس بطيء يعيش في إندونيسيا، ماليزيا، تايلاند وسنغافورة.